# Мертвий будинок
«Мертвий дім», або «Тюрма народів» — радянський художній фільм 1932 року, знятий режисером Василем Федоровим. Другий звуковий фільм в радянському кіно.

## Сюжет
Фільм являє собою деякі епізоди життя Ф. М. Достоєвського. Сюжет передує вступне слово професора П. С. Когана. Дія починається з арешту петрашевців (1840—1880 роки). Показані роки, проведені в острозі, й окремі більш пізні епізоди біографії. Демонструється кардинальна зміна світогляду Достоєвського, прихід його від революційних ідей до проповіді смирення і милосердя.

## У ролях
- Микола Хмельов —  Федір Михайлович Достоєвський
- Микола Подгорний —  Костянтин Петрович Побєдоносцев
- Микола Вітовтов —  Микола I
- Микола Радін —  Леонтій Васильович Дубельт, жандармський генерал
- Володимир Бєлокуров —  аудитор-заїка
- Василь Ковригін —  Успенський
- Георгій Сочевко —  Ястржембський
- Володимир Уральський —  фельдшер
- Віктор Шкловський —  Михайло Васильович Петрашевський
- Ангеліна Степанова —  курсистка
- Михайло Жаров —  офіцер

## Знімальна група
- Режисер — Василь Федоров
- Сценаристи — Віктор Шкловський, Василь Федоров
- Оператор — Василь Пронін
- Композитор — Володимир Крюков
- Художник — Володимир Єгоров